# Reiserecht aktuell
Die Zeitschrift ReiseRecht aktuell (EigenschreibweiseReiseRecht aktuell), Abkürzung und Zitierweise: RRa, ist eine deutsche juristische Fachzeitschrift.
Sie ist die einzige Zeitschrift, die sich ausschließlich mit dem Reise- und Tourismusrecht befasst und informiert über die neuesten Entscheidungen zu und Entwicklungen in sämtlichen Bereichen des Reiserechts: Vertragsrecht, Allgemeine Reisebedingungen, Schadensersatzrecht, Versicherungsrecht, Insolvenzrecht, Wettbewerbsrecht, Prospekthaftung, Prozessrecht sowie Einflüsse des europäischen und internationalen Rechts.
Die Fachzeitschrift erscheint sechs Mal im Jahr im Abstand von zwei Monaten im Verlag C.H.-Beck und wird im Auftrag von der Deutschen Gesellschaft für Reiserecht e.V. mit Sitz in Wiesbaden von Rechtsanwalt Professor Ronald Schmid, Professor Ansgar Staudinger sowie Professor Klaus Tonner herausgebracht. Die erste Ausgabe erschien im Jahr 1993. Bis Anfang 2025 erschien die Zeitschrift im Verlag Sellier / de Gruyter.
Inhaltlich besteht der erste Teil, der ungefähr 1/3 eines Heftes ausmacht, aus Aufsätzen über aktuelle Rechtsentwicklungen oder Rezensionen ergangener gerichtlicher Entscheidungen. Im zweiten Teil, der 2/3 der Ausgabe ausmacht, werden Entscheidungen der Instanzgerichte in Deutschland, Österreich, Schweiz sowie des Europäischen Gerichtshofs veröffentlicht.
Die Redaktion (Stand: April 2011) besteht aus Ronald Schmid, Ansgar Staudinger, Klaus Tonner, Ernst Führich, Michael Wukoschitz, Wien (Österreich-Korrespondent), Markus Krüger (Reiserecht-Umschau), Dominik Schürmann und Annedore Witschen. Standort der Redaktion ist der Lehrstuhl von Professor Staudinger an der Universität Bielefeld. Daneben existiert noch ein Herausgeber-Beirat.
Die Zeitschrift wird im Format DIN A4 gedruckt und hat pro Ausgabe einen Umfang von ca. 45 Seiten. Die äußeren Seiten haben Farbdruck, die inneren werden in schwarzweiß gedruckt.
Sie kann ausschließlich über ein Abonnement bezogen werden, das über die Homepage der Deutschen Gesellschaft für Reiserecht e.V. bestellt werden kann.